# Quirin Grimm
Quirin Grimm (* 1995 in München) ist ein deutscher Filmeditor.

## Leben
Quirin Grimm machte von 2013 bis 2016 eine Ausbildung zum Film- und Videoeditor beim Bayerischen Rundfunk in München. Von 2016 bis 2022 studierte er Montage/Schnitt an der Filmakademie Baden-Württemberg in Ludwigsburg. Seine Mitarbeit an dem Kurzfilm Tala’vision brachte ihm 2021 eine Nominierung für den Deutschen Kamerapreis (Nachwuchspreis Schnitt) ein.

## Filmografie (Auswahl)
- 2019: A New Normal (Experimentalfilm) (Regie: Luzie Loose)
- 2019: Spirit of the Ball (Dokumentarfilm) (Regie: Murad Abu Eisheh)
- 2019: Tahariri (Kurzfilm) (Regie: Murad Abu Eisheh)
- 2020: Tala’vision (Kurzfilm) (Regie: Murad Abu Eisheh)
- 2023: LasVegas